# Nephrolepis serrata
Nephrolepis serrata är en spjutbräkenväxtart som beskrevs av Cornelis Rugier Willem Karel van Alderwerelt van Rosenburgh. Nephrolepis serrata ingår i släktet Nephrolepis och familjen Nephrolepidaceae. Inga underarter finns listade.